# Hygrophoropsis
Hygrophoropsis is een geslacht van schimmels behorend tot de familie Hygrophoropsidaceae. De typesoort is de valse hanenkam (Hygrophoropsis aurantiaca).

## Soorten
Het kent drie soorten met een Nederlandse naam:
- Hygrophoropsis aurantiaca (valse hanenkam)
- Hygrophoropsis fuscosquamula (fijnschubbige schijncantharel)
- Hygrophoropsis macrospora (grootsporige schijncantharel)
- Hygrophoropsis morganii (geurende schijncantharel)

Volgens Index Fungorum telt het geslacht 16 soorten:
- Hygrophoropsis aurantiaca (Wulfen) Maire 1921
- Hygrophoropsis bicolor Hongo 1963[1]
- Hygrophoropsis coacta McNabb 1969
- Hygrophoropsis flabelliformis (Berk. & Ravenel) Corner 1966
- Hygrophoropsis fuscosquamula P.D. Orton 1960
- Hygrophoropsis kivuensis Heinem. 1963
- Hygrophoropsis laevis Heinem. & Rammeloo 1985
- Hygrophoropsis macrospora (D.A. Reid) Kuyper 1996
- Hygrophoropsis mangenotii Locq. 1954
- Hygrophoropsis ochraceolutea Contu & Bon 1991
- Hygrophoropsis panamensis Singer 1983
- Hygrophoropsis psammophila (Cleland) Grgur. 1997
- Hygrophoropsis purpurascens (Berk. & M.A. Curtis) Dennis 1952
- Hygrophoropsis rufa (D.A. Reid) Knudsen 2008
- Hygrophoropsis rufescens Singer 1986
- Hygrophoropsis tapinia Singer 1946